# Улица Некрасова (Балашиха)
У́лица Некра́сова — центральная улица в микрорайоне Южный города Балашиха Московской области. Разделяет микрорайон на западную часть, застроенную в основном в 1960-х годах, и восточную часть, которая начала формироваться в 1970-х годах и активно застраивается в настоящее время. Названа в честь русского поэта и писателя Николая Алексеевича Некрасова (1821—1878).

## Описание
Начинается на регулируемом перекрёстке от шоссе Энтузиастов, направлена с севера на юг. С левой стороны от перекрёстка расположен торговый комплекс, с правой — автостанция «Южная». В средней части к улице Некрасова примыкают улица Фадеева с восточной стороны, улицы Пионерская и Юлиуса Фучика с западной стороны. За улицей Фадеева находится сквер с фонтаном, в конце которого расположено здание кинотеатра «Союз». Здесь же расположены многочисленные предприятия торговли и организации по обслуживанию населения.
В южной части улицы с левой стороны ведётся строительство жилого комплекса «Некрасовский» (на стадии нулевого цикла; застройщик ЗАО СФК «Реутово», а инвестором-застройщиком выступает компания МАН (Московское агентство недвижимости)).
Улица заканчивается напротив северной проходной Военно-технического университета при Федеральном агентстве специального строительства (ВТУ), где влево и вправо от неё отходят соответственно улица Твардовского и улица Карбышева.
На территории ВТУ в 2006 году был построен храм Святителя Николая, который доступен не только курсантам и преподавателям университета, но и жителям близлежащих кварталов.
В 2015 году, на место ВТУ была перенесена Военная академия РВСН имени Петра Великого из Москвы.

## Здания и сооружения
Нечётная сторона
- № 1 — одноэтажный торговый павильон
- № 5 — жилой дом (кирпич соломенного цвета, 9 этажей). На первом этаже расположены многочисленные предприятия по обслуживанию населения.
- № 7 — жилой дом (серый кирпич, 9 этажей). На первом этаже находится магазин электроинструментов[3], магазин парфюмерии и косметики «Подружка»[4], магазин напитков на разлив "Пивное Изобилие".
- № 9 — жилой дом (серый кирпич, 9 этажей)
- № 11 — жилой дом (панель, 9 этажей)
- № 13 — жилой дом (серый кирпич, 9 этажей). На первом этаже располагается магазин «Пятёрочка».
- № 15/1 — жилой дом (кирпич соломенного цвета, 9 этажей). Находится на пересечением с улицей Твардовского

Чётная сторона
- № 2 — магазин керамической плитки[5] (2-этажное кирпичное здание)
- № 4 — жилой дом (панель, 9 этажей)
- № 6 — жилой дом (серый кирпич, 9 этажей)
- № 8 — 2-этажное здание, в котором расположены различные предприятия по обслуживанию населения (аптека, кафе «Неон», интернет-кафе «CyberHome Club» и др.)
- № 10 — жилой дом (панель, 9 этажей). На первом этаже располагается отделение банка «Холдинг-Кредит»[6]
- № 12 — жилой дом (кирпич, 9 этажей). На первом этаже расположен магазин мебели
- № 14 — жилой дом (панель, 5 этажей)
- № 16 — жилой дом (панель, 9 этажей)

## Общественный транспорт
По улице проходит ряд автобусных маршрутов, следующих от автостанции «Южная» и от торгового центра «Макссити».
Городские маршруты
- 2к — торговый центр «Макссити» — Щёлковское шоссе (полукольцевой маршрут)
- 8 — мкр. Южный — автостанция «Звёздная» (полукольцевой маршрут)
- 13к Станция Железнодорожная — торговый центр «Макссити»
- 10 — мкр. Южный — мкр. 1 Мая
- 15 — мкр. Южный — автостанция «Звёздная»
- 16 — торговый центр «Макссити» — улица Объединения
- 19 — мкр. Южный — микрорайон Гагарина

Пригородные маршруты
- 29 — автоколонна 1377 — Торбеево
- 51 — Балашиха-2 — Агрогородок
- 125 — метро «Новогиреево» — мкр. Южный
- 291 — метро «Шоссе Энтузиастов» — мкр. Южный
- 336 — метро «Партизанская» — мкр. Южный
- 338 — метро «Щёлковская» — станция Железнодорожная
- 396 — метро «Щёлковская» — мкр. Южный